# Dasineura broteri
Dasineura broteri är en tvåvingeart som först beskrevs av Tavares 1901.  Dasineura broteri ingår i släktet Dasineura och familjen gallmyggor. Inga underarter finns listade i Catalogue of Life.